# Radar szumowy
Radar szumowy – radar wykorzystujący do mikrofalowego „oświetlania” wykrywanych obiektów sygnał szumowy generowany przez własny nadajnik. Radar szumowy pracuje zwykle z falą ciągłą i do emisji sygnału oświetlającego wykorzystuje zwykle oddzielną antenę. Antena ta może być umieszczona w pobliżu anteny odbiorczej (np. nad nią lub tuż obok niej – w konfiguracji monostatycznej) lub w innym miejscu niż antena odbiorcza (konfiguracja bistatyczna).
Obecnie radary szumowe są w świecie nauki w stadium badawczo-eksperymentalnym i nie mają jeszcze znaczenia praktycznego. Jednak posiadają wiele interesujących cech: są prawie niewykrywalne, nie zakłócają w istotny sposób pracy innych urządzeń, pozwalają na precyzyjne określanie nie tylko położenia i prędkości obiektu, ale również jego istotnych cech, np. kształtu (dzięki technice ISAR – odwrotnej do techniki SAR). Radar szumowy o mocy sygnału nadawanego rzędu 100 mW pozwala na wykrywanie obiektów ruchomych w odległości kilku kilometrów.

## Zasada działania
Sygnał odbity od obiektu ruchomego jest opóźnioną, osłabioną i przesuniętą w częstotliwości kopią sygnału nadawanego. Opóźnienie czasowe wynika z konieczności przejścia fali elektromagnetycznej na drodze radar-obiekt-radar i wynosi {\displaystyle t={\tfrac {2R}{c}},} gdzie R jest odległością obiektu od radaru, zaś c jest prędkością światła.
Przesunięcie częstotliwościowe sygnału odebranego jest proporcjonalne do prędkości obiektu względem radaru (prędkości radialnej) i wynika z efektu Dopplera. Wartość przesunięcia to {\displaystyle f={\tfrac {2vF}{c}}} gdzie v jest prędkością radialną, zaś F jest częstotliwością nośną sygnału szumowego wysyłanego przez radar. Radar szumowy zwykle ma długi czas oświetlenia obserwowanych obiektów, a zatem może być zastosowany do obserwacji i wykrywania efektów mikrodopplerowskich wynikających z drgań własnych obiektów (np. spowodowanych pracą silnika, przekładni, rotorów, turbin), a analiza widma mikrodopplerowskiego pozwala na rekonstrukcję drgań mechanicznych (akustycznych) rozchodzących się na powierzchni obserwowanego obiektu.
Do wykrycia obiektu w radarze szumowym konieczne jest wykrycie kopii nadawanego sygnału w sygnale odbieranym. W tym celu wyznacza się funkcję niejednoznaczności wzajemnej pomiędzy sygnałem nadawanym a sygnałem odbitym i wykrywa maksima tej funkcji. W celu usunięcia sygnału bezpośredniego (przecieku pomiędzy anteną nadawczą i odbiorczą) przed wyznaczeniem funkcji niejednoznaczności wzajemnej stosuje się filtrację adaptacyjną.

## Badania
Badania nad radarami szumowymi prowadzi się w wielu ośrodkach naukowych w USA, Szwecji, Australii, Polsce, na Ukrainie, we Włoszech i innych krajach. Bada się możliwości zastosowania sygnałów szumowych do wykrywania obiektów ruchomych, do sporządzania obrazów radarowych, do obserwacji „przez ścianę” itp.